# Moderne kunst

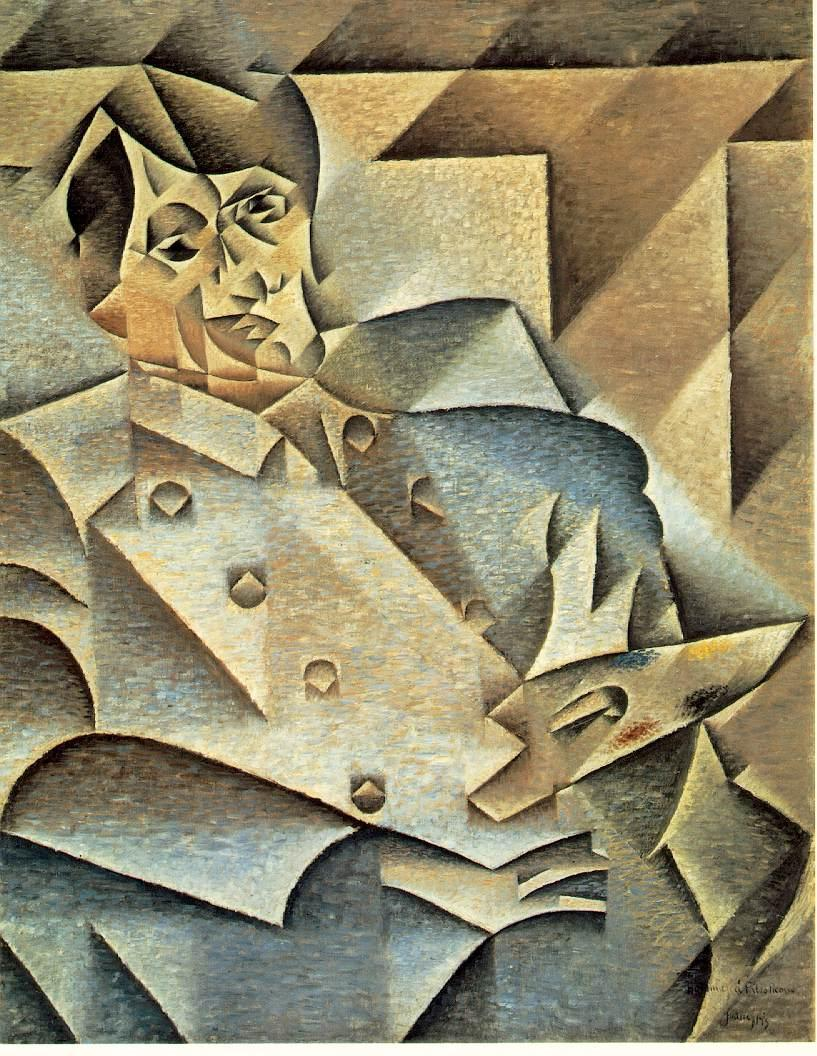
Juan Gris: Portret van Picasso, 1912

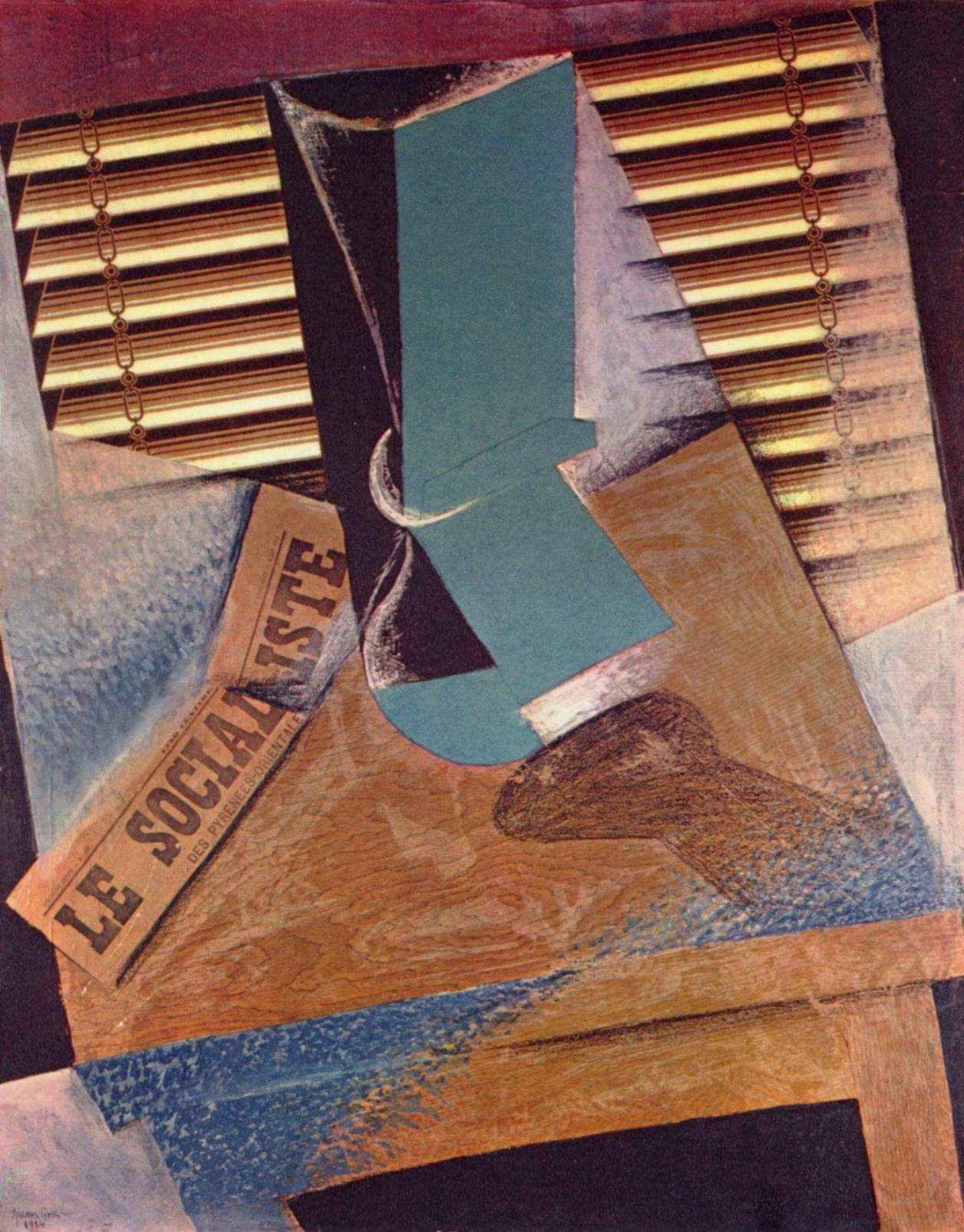
Juan Gris, Zonwering, 1914 kubisme

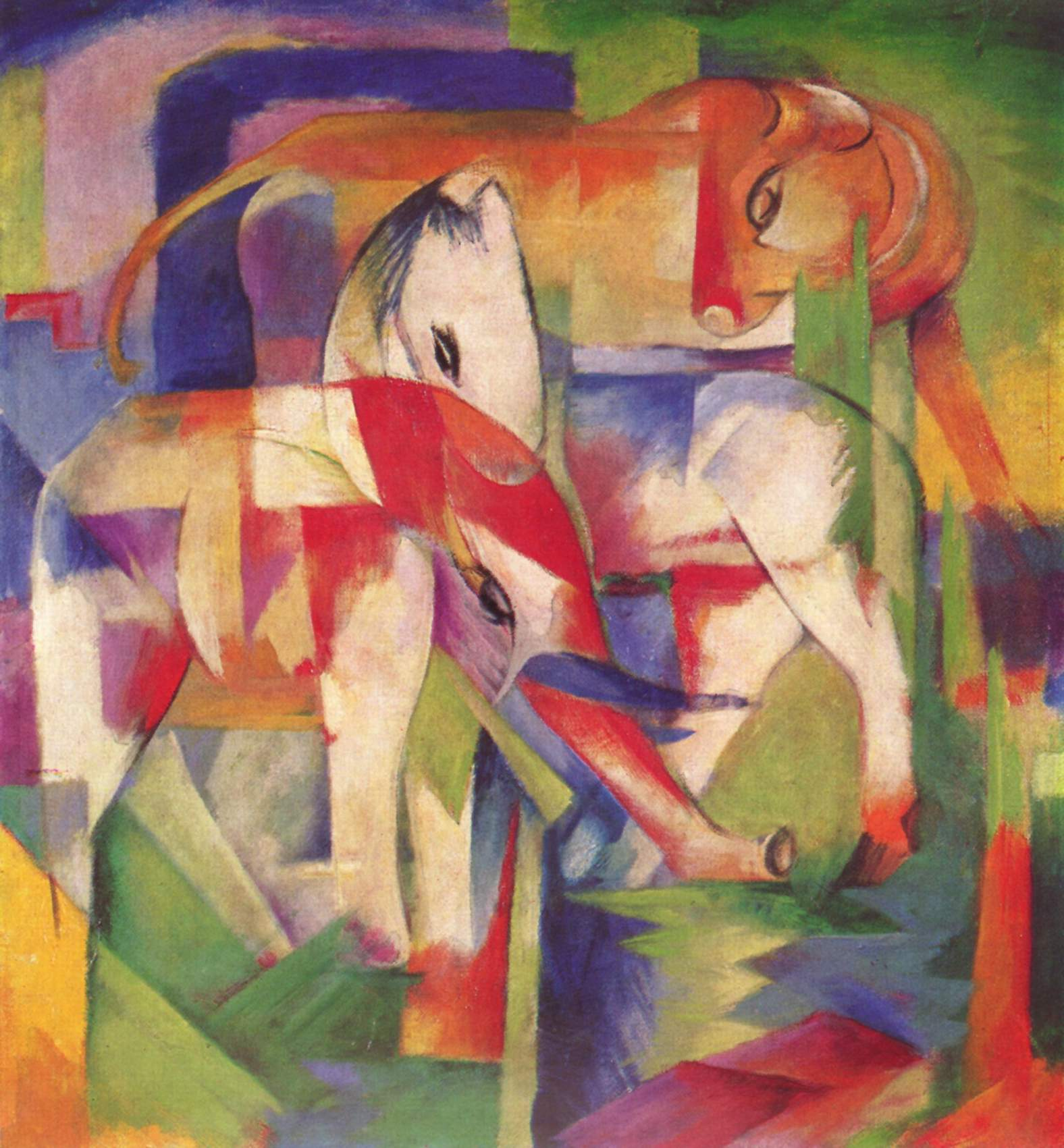
Franz Marc, expressionisme

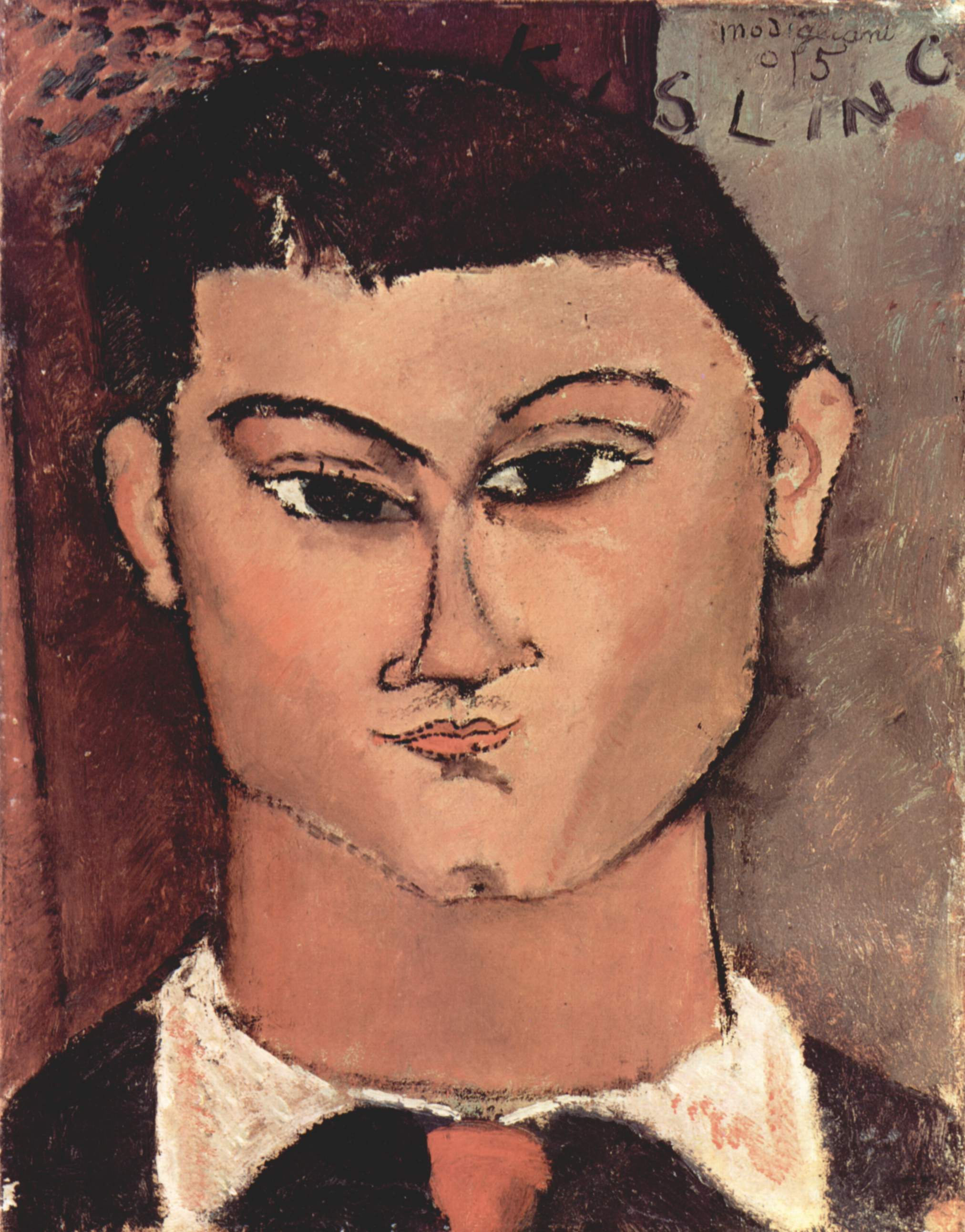
Amedeo Modigliani: Portret van de schilder Moïse Kisling, 1915

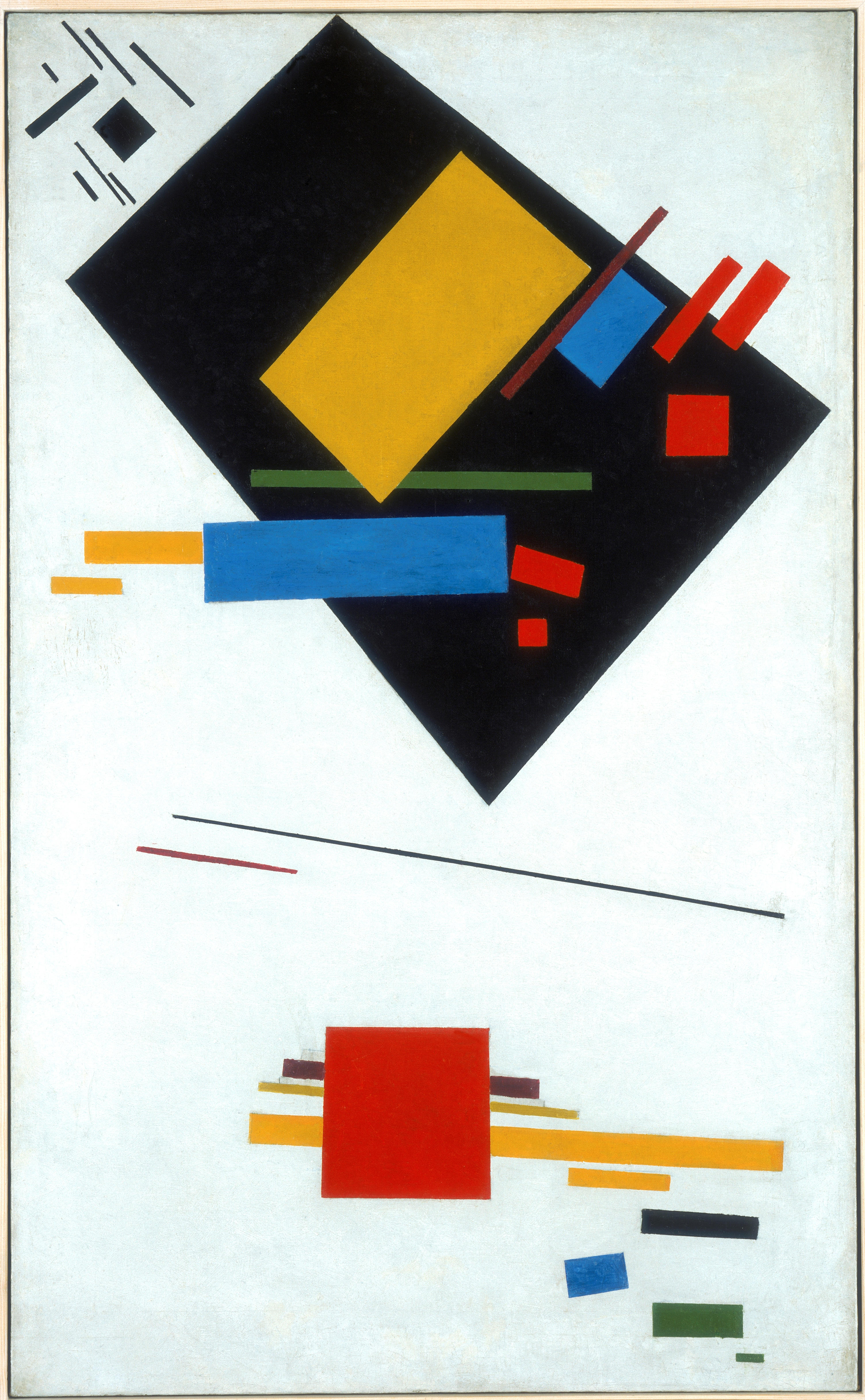
Kazimir Malevitsj: Suprametisme, 1915

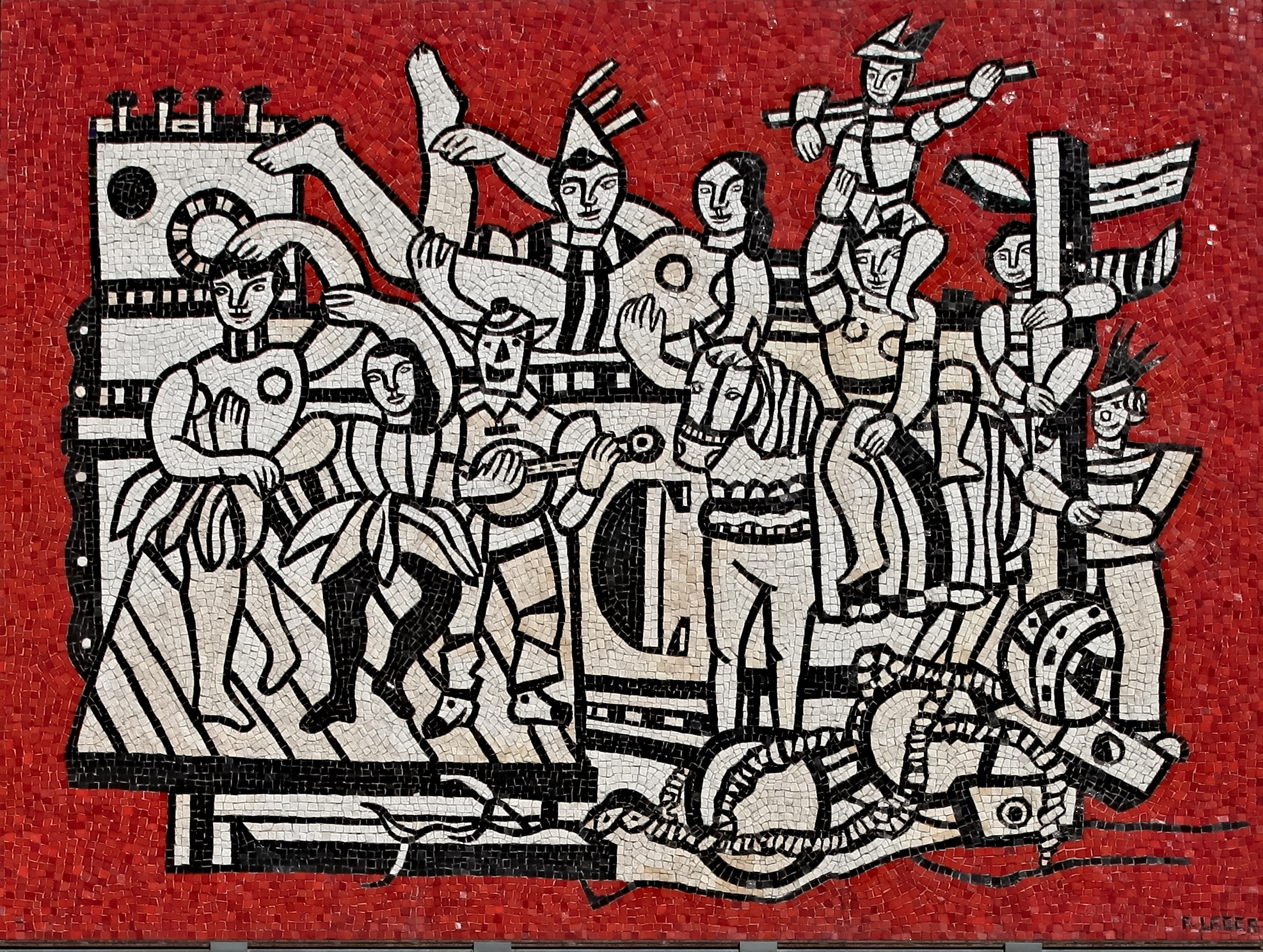
Fernand Léger: Grand parade, 1958

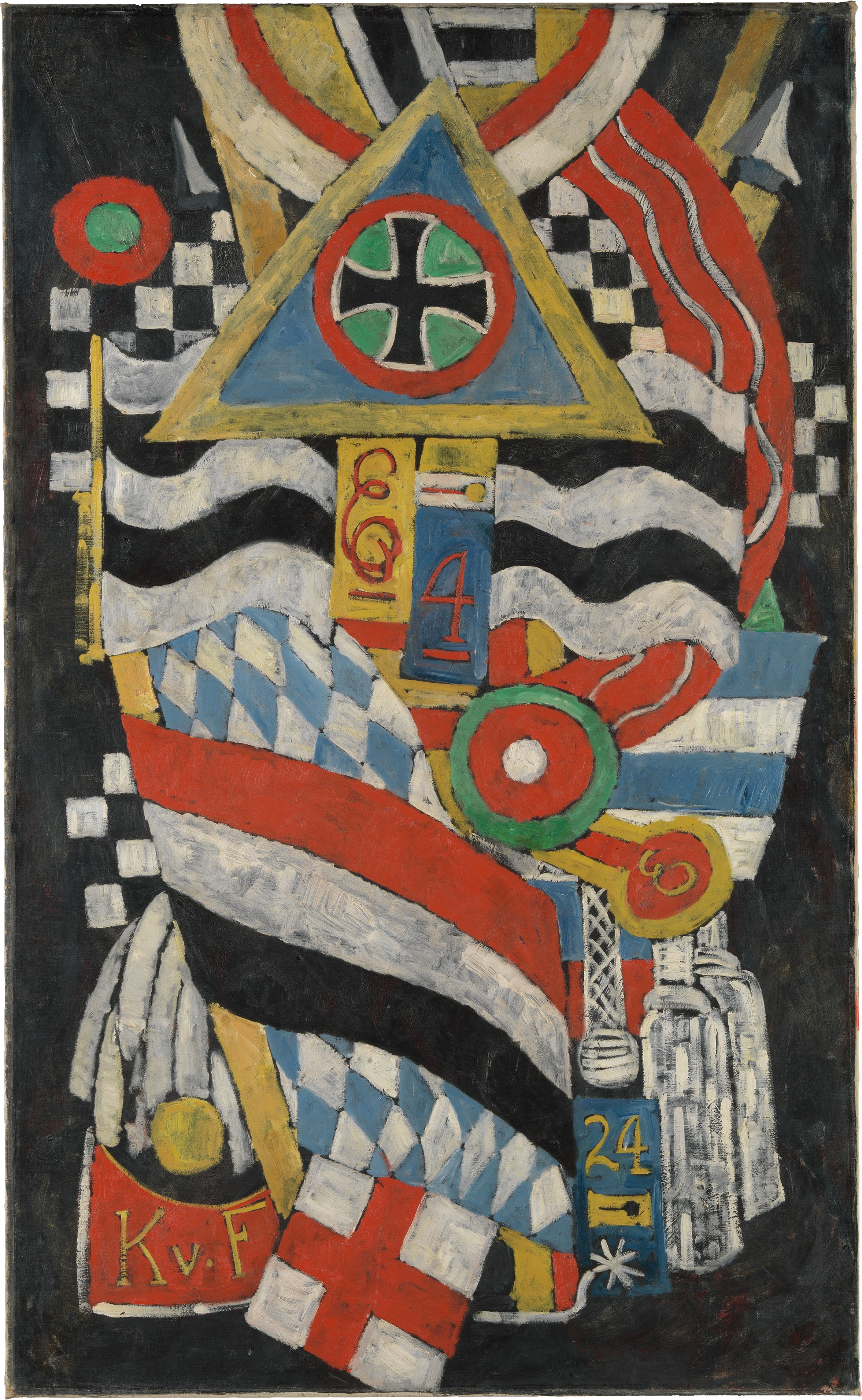
Marsden Hartley: Portrait of a German Officer, 1914-1915

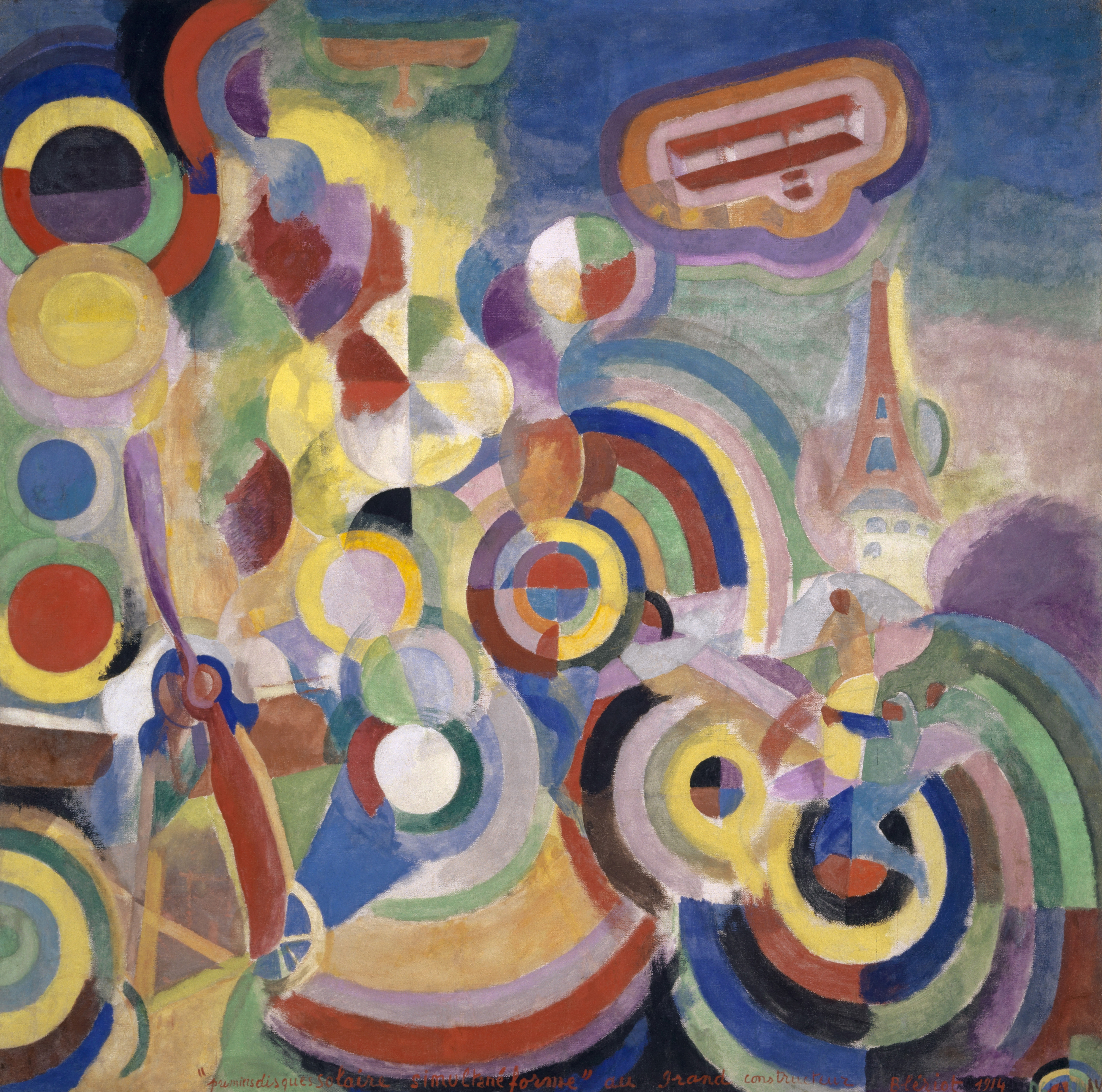
Robert Delaunay: Hommage à Blériot, 1914

Moderne kunst is de term die algemeen gebruikt wordt voor de avant-gardistische artistieke uitingen vanaf het begin van de 20e eeuw tot ongeveer de jaren 60. Belangrijke stromingen in de Moderne Tijd waren kubisme, futurisme, dadaïsme en surrealisme. Modernisme uitte zich zowel in de schilderkunst als in de beeldhouwkunst. Een algemeen kenmerk van de moderne kunst is de drang om te experimenteren en het scheppen van een grotere afstand tussen het kunstwerk en de zichtbare werkelijkheid, bijvoorbeeld door een verregaande abstractie of de nadruk op het kunstwerk als idee.
Een belangrijke mijlpaal voor de doorbraak van de moderne kunst in Amerika was de Armory Show, officieel International Exhibition of Modern Art, een tentoonstelling in 1913 in New York. Deze expositie was voorafgegaan door en geïnspireerd op de Sonderbund-Ausstellung in 1912 in Keulen. Een kunsthistoricus die met zijn geschriften het denken over de moderne kunst beïnvloedde was Daniel-Henry Kahnweiler. Hij vertegenwoordigde in zijn galerie onder anderen Pablo Picasso en publiceerde in 1920 De weg naar het kubisme. Het einde van de moderne kunst als dominante stroming kwam vanaf de late jaren 1960 met het ontstaan en de geleidelijke verbreiding van het postmodernisme en met de herwaardering van diverse realistische stromingen.
Abstracte kunst is een richting binnen de moderne kunst waarin niet wordt geprobeerd om objecten uit de natuurlijke wereld exact weer te geven. Vormen en kleuren verwijzen niet naar iets anders door het detailgetrouw af te beelden maar drukken iets uit door hun intensiteit en contrast. De kunst die sinds de jaren 60 gemaakt wordt, wordt meestal aangeduid met hedendaagse kunst. Kunst van jonge, veelbelovende of nog niet gevestigde kunstenaars noemt men ook actuele kunst. In diverse musea over de hele wereld wordt de moderne schilderkunst en beeldhouwkunst tentoongesteld.

## Modernisme
Het modernisme is een verzamelnaam voor een groep ideeën die tussen grofweg 1900 en 1940 ontwikkeld werd door kunstenaars die tot verschillende avant-garde bewegingen behoorden. In algemene zin wordt het modernisme gekenmerkt door een breuk met tradities. Modernistische kunstenaars geloofden dat hun werk de maatschappij kon verbeteren en dat de continue drang tot vernieuwing tot verdere vooruitgang zou leiden. Charles Baudelaire omschreef het als volgt: Onder moderniteit versta ik het vergankelijke, het vluchtige, het toevallige, de ene helft van de kunst, waarvan de wederhelft het eeuwig onveranderlijke is. Centraal in het denken van modernistische kunstenaars was de zoektocht naar originaliteit. Dit ging gepaard met een zoektocht naar de essentie van kunst, persoonlijke expressie, vorm en kleur om hierdoor bij de grondslagen van kunst uit te komen.

## Stijlen en bewegingen
Tot de moderne kunst wordt grofweg de kunst gerekend die tussen 1900 en 1960 werd gemaakt. In deze periode zijn er vele avant-garde kunstenaars geweest, die ieder op een eigen manier hebben bijgedragen aan de verdere ontwikkeling van het modernisme.

### Voorlopers
Door de opkomst van de fotografie in de loop van de jaren dertig van de 19e eeuw, is er steeds minder vraag naar realistische schilderkunst. De foto is immers een goed alternatief en kan meer details afbeelden dan een schilderij. De schilderkunst zoekt daarom naar nieuwe manieren om zich ontwikkelen en wordt hierbij geholpen door het beschikbaar komen van verf in tubes. Kunstenaars kunnen hierdoor in de openlucht gaan schilderen, in plaats van alleen in het atelier. Impressionistische kunstenaars trekken daarom massaal naar buiten om 'het moment' te vangen: ze proberen in hun schilderijen te laten zien hoe het licht op een bepaald moment van de dag is. Ze laten hierdoor realistische kleuren los en gaan schilderen in felle kleuren en met een losse penseelstreek. Claude Monet, Pierre-Auguste Renoir en Edgar Degas zijn de belangrijkste kunstenaars van deze beweging. Hun kunst breekt met de academische tradities en zorgt voor opschudding in de kunstwereld. Een nieuwe generatie kunstenaars onder leiding van Paul Gauguin, Vincent van Gogh en Paul Cézanne zorgt vervolgens voor nog verdere ontwikkeling van deze 'nieuwe' kunst, door felle kleuren te gaan gebruiken en perspectief steeds verder los te laten.
Belangrijkste stromingen van vroeg-moderne kunst
- Impressionisme 1885 – 1890
- Neo-impressionisme 1886 - 1899
- Postimpressionisme 1886 - 1914
- Fauvisme of Les Fauves 1898 - 1908

### Avant-garde
Na het impressionisme waarin de werkelijkheid nog steeds wordt afgebeeld, ontstaat er in Duitsland een tegenreactie van kunstenaars die proberen hun innerlijke gevoelswereld te verbeelden in een schilderij. Deze kunstenaars, tegenwoordig tot het expressionisme gerekend, schilderen in nog fellere kleuren die ze een symbolische waarde toekennen. Ze schilderen hun ervaring en hun gevoel in plaats van hoe de werkelijkheid er daadwerkelijk uitziet.
De ontwikkeling van de moderne kunst wordt rond 1910 in een stroomversnelling gebracht door de opkomst van het kubisme, geleid door Pablo Picasso en Georges Braque. Het kubisme laat het klassieke perspectief los en probeert objecten van verschillende standpunten tegelijk af te beelden, hierdoor ontstaan platte vlakken en verstoorde vormen. Het zorgt voor een nieuwe manier van kijken, die al snel navolging vindt in andere kunststromingen zoals het futurisme en het Constructivisme. Futuristen voegen een extra dimensie toe aan kunstwerken, door bewegingen af te beelden. Constructivisten kiezen juist voor een verdere versimpeling en schilderen abstracte vormen.
Belangrijkste stromingen van moderne kunst
- Expressionisme 1905 – 1940
- Kubisme 1907 - 1920
- Futurisme 1909 - 1914
- Dadaïsme 1920
- Constructivisme 1919 - 1934
- Abstracte kunst 1920
- Suprematisme 1915 - 1930
- De Stijl 1917 - 1944
- Surrealisme 1930
- Cobra 1948
- Abstract expressionisme 1946 - 1960
- Sociaal realisme

### Navolgers
Belangrijkste stromingen van laat-moderne kunst
- Plasticisme 1950
- Popart 1956
- Hyperrealisme 1960
- Happening 1960
- Fluxus 1962
- Performance 1964
- Minimal art 1965

## Bekende kunstenaars van de moderne kunst

### 1885 - 1890 (de voorlopers)
- Paul Cézanne
- James Ensor
- Edgar Degas
- Paul Gauguin
- Vincent van Gogh
- Édouard Manet
- Claude Monet
- Pierre-Auguste Renoir
- Georges Seurat
- Paul Signac

### Fauvisme of Les Fauves 1898-1908
Deze schilders gebruikten veelal ongemengde kleuren.
- Kees van Dongen
- Henri Matisse
- Albert Marquet

### Expressionisme 1905 - 1940
- Francis Bacon
- Georges Gimel
- Wassily Kandinsky
- Paul Klee
- Paula Modersohn-Becker
- Amedeo Modigliani
- Edvard Munch
- Egon Schiele

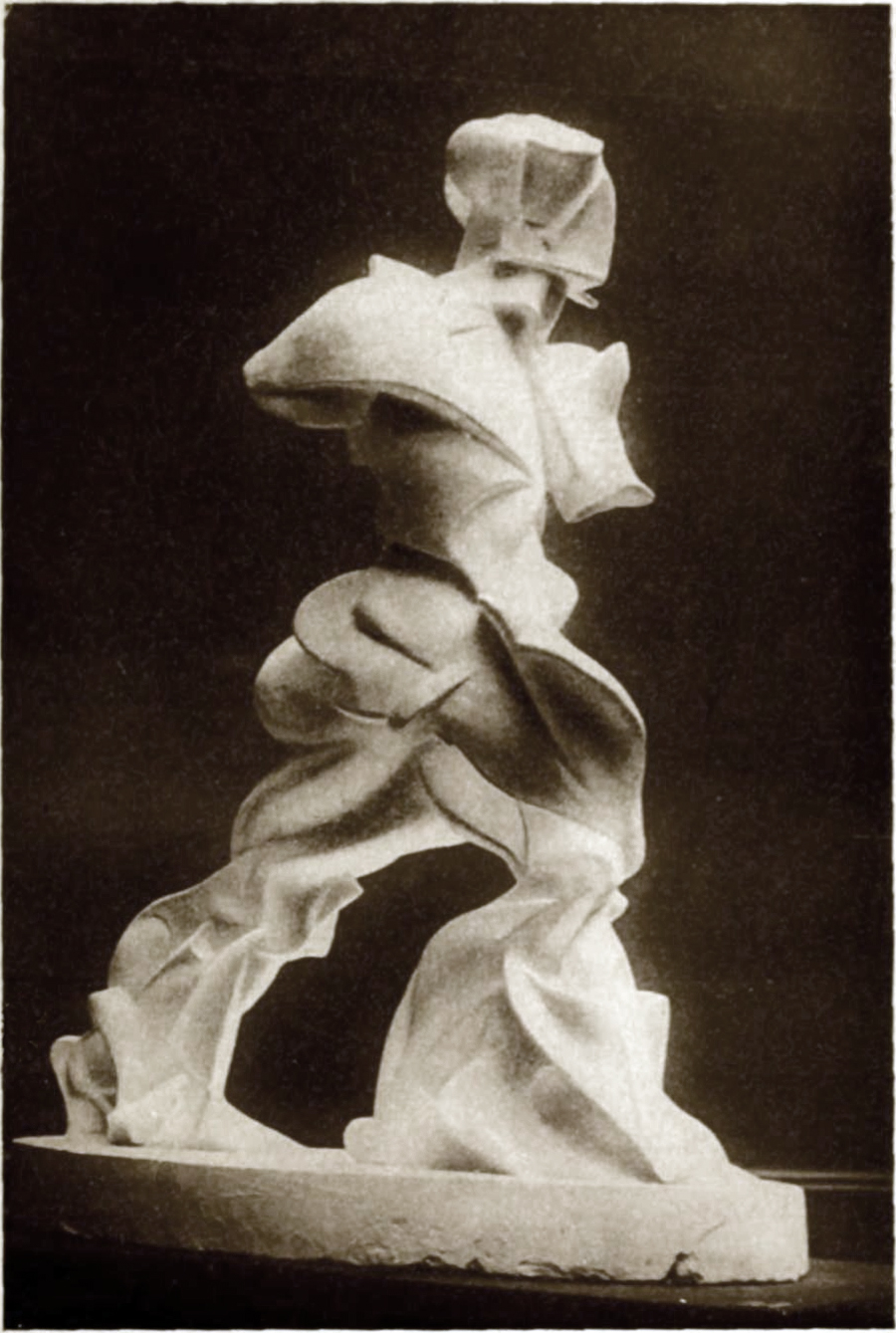
Umberto Boccioni, (futurisme) 1913
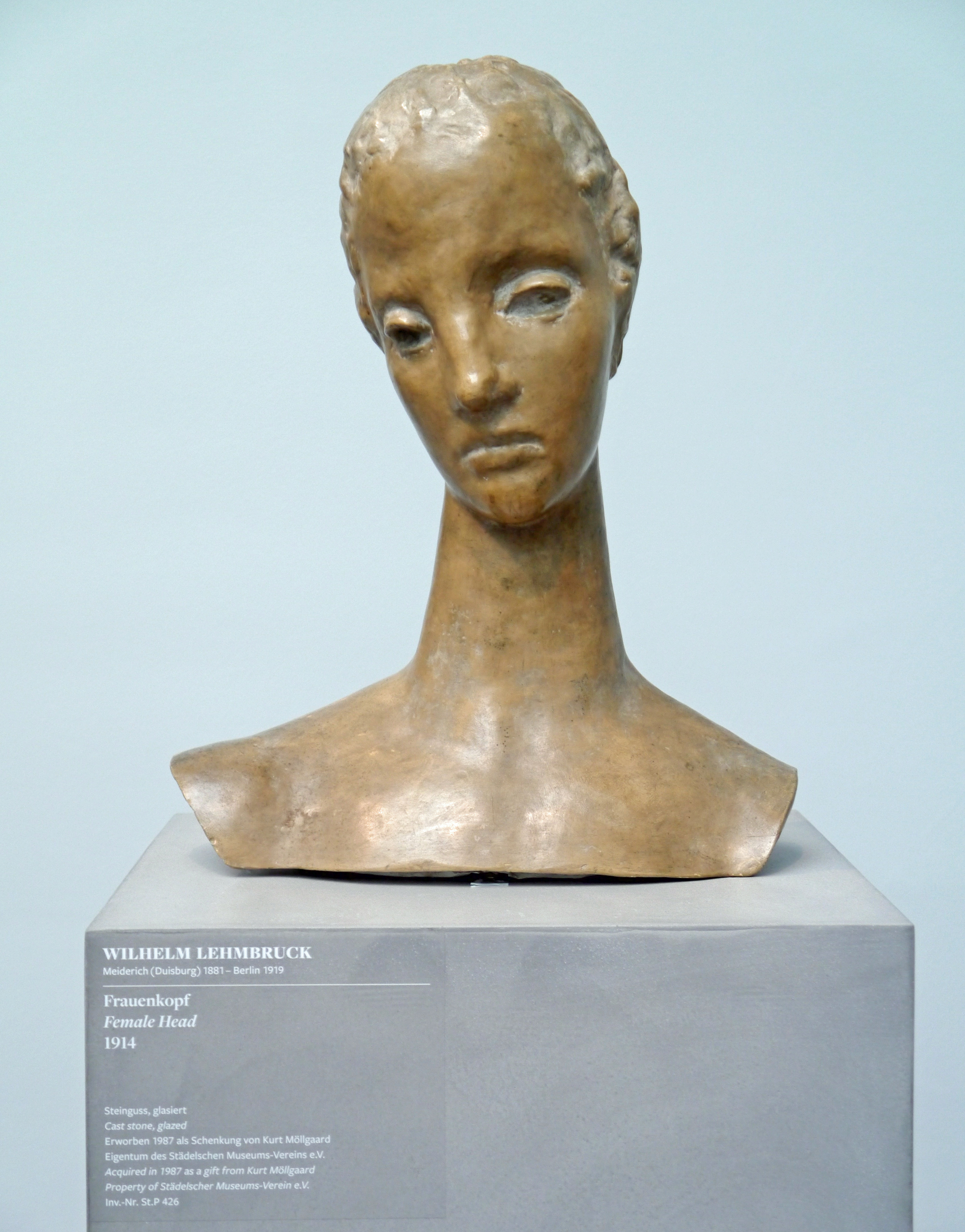
Wilhelm Lehmbruck: Vrouwenkop,

### Kubisme 1906 - 1920
- Georges Braque
- Robert Delaunay en Sonia Delaunay
- Roger de La Fresnaye
- Albert Gleizes
- Juan Gris
- Auguste Herbin
- Fernand Léger
- Jean Metzinger
- Pablo Picasso

### Constructivisme
- Vladimir Tatlin: Toren van de 3e Internationale

### Suprematisme
- Kazimir Malevitsj

### Abstracte kunst 1920
- Theo van Doesburg
- Willem de Kooning
- Piet Mondriaan

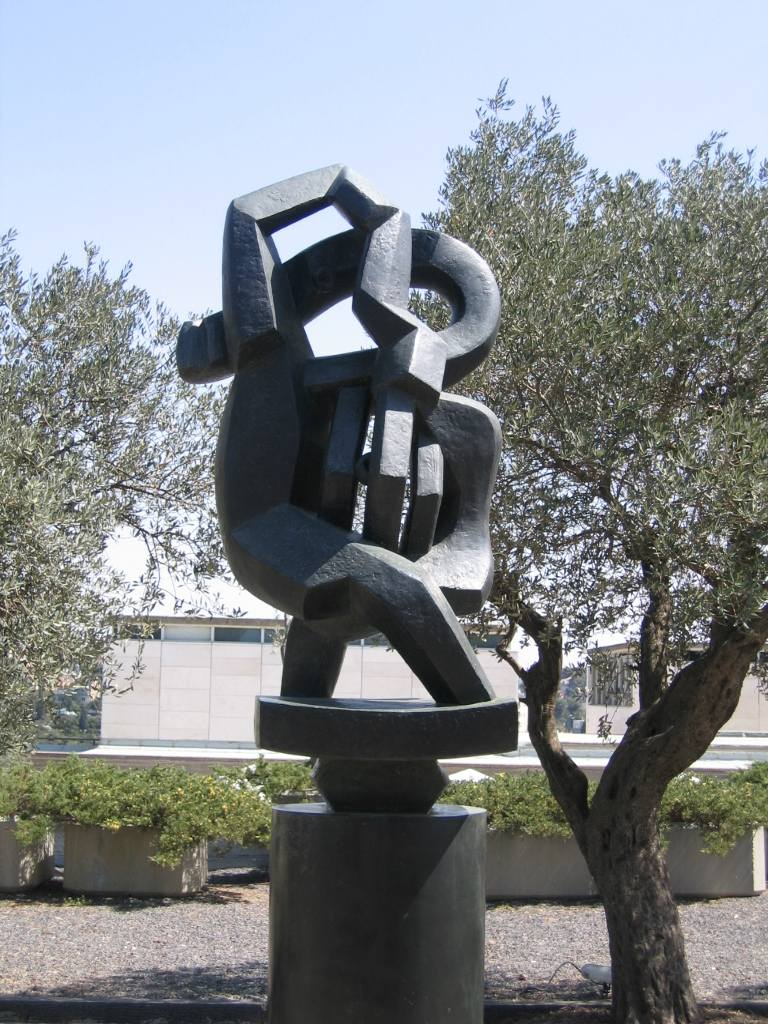
Jacques Lipchitz: La joie de vivre, 1927

### Surrealisme 1930
- Salvador Dalí
- Paul Delvaux
- René Magritte
- Joan Miró
- Carel Willink

### Cobra 1948
Nederlandse Cobraschilders:
- Karel Appel
- Constant
- Corneille
- Lucebert
- Jan Nieuwenhuys

### Vormgeving
- Gerrit Rietveld